# Anonyx sculptifer
Anonyx sculptifer är en kräftdjursart som beskrevs av Gurjanova 1962. Anonyx sculptifer ingår i släktet Anonyx och familjen Uristidae. Inga underarter finns listade i Catalogue of Life.